# Ferenc Kölcsey
Ferenc Kölcsey (8. srpna 1790, Sződemeter (dnes Săuca) – 24. srpna 1838, Cseke) byl maďarský básník, literární kritik a politik narozený na území dnešního Rumunska. Je autorem textu maďarské hymny, jež je de facto jeho básní Himnusz z roku 1823.

## Život
Již v raném věku přišel o oba rodiče, navíc přišel o levé oko kvůli neštovicím. V patnácti letech se seznámil s Františkem Kazincim a přijal jeho jazykové reformy. V roce 1809 odešel do Pešti a stal se notářem královské rady.
Jeho kritika děl Mihály Csokonai Vitéze, Jánose Kise a zejména Dániela Berzsenyiho, v díle z roku 1817 nazvaném Tudományos Gyűjtemény, ho učinila v Maďarsku dosti nepopulárním. V letech 1821–1826 publikoval mnoho vlastních básní v časopisech Aurora, Hebe či Aspasia. Když Pál Szemere převzal nový časopis Élet és Literatúra (Život a literatura), učinil z Kölcseye svého hlavního recenzenta a kritika. Svými texty zde si získal značnou reputaci. 17. listopadu 1830 byl zvolen členem Maďarské akademie věd.
Od roku 1832 do roku 1835 zasedal v Uherském sněmu, hájil liberální názory a jeho výmluvnost z něj učinila velmi známého politika. V roce 1838, když byl vůdce opozice Miklós Wesselényi uvězněn kvůli spornému obvinění z vlastizrady, Kölcsey se ujal jeho obhajoby, ovšem bez úspěchu. Krátce na to zemřel. Jeho sebrané spisy v šesti svazcích byly publikovány v Pešti v letech 1840–1848.

## Galerie

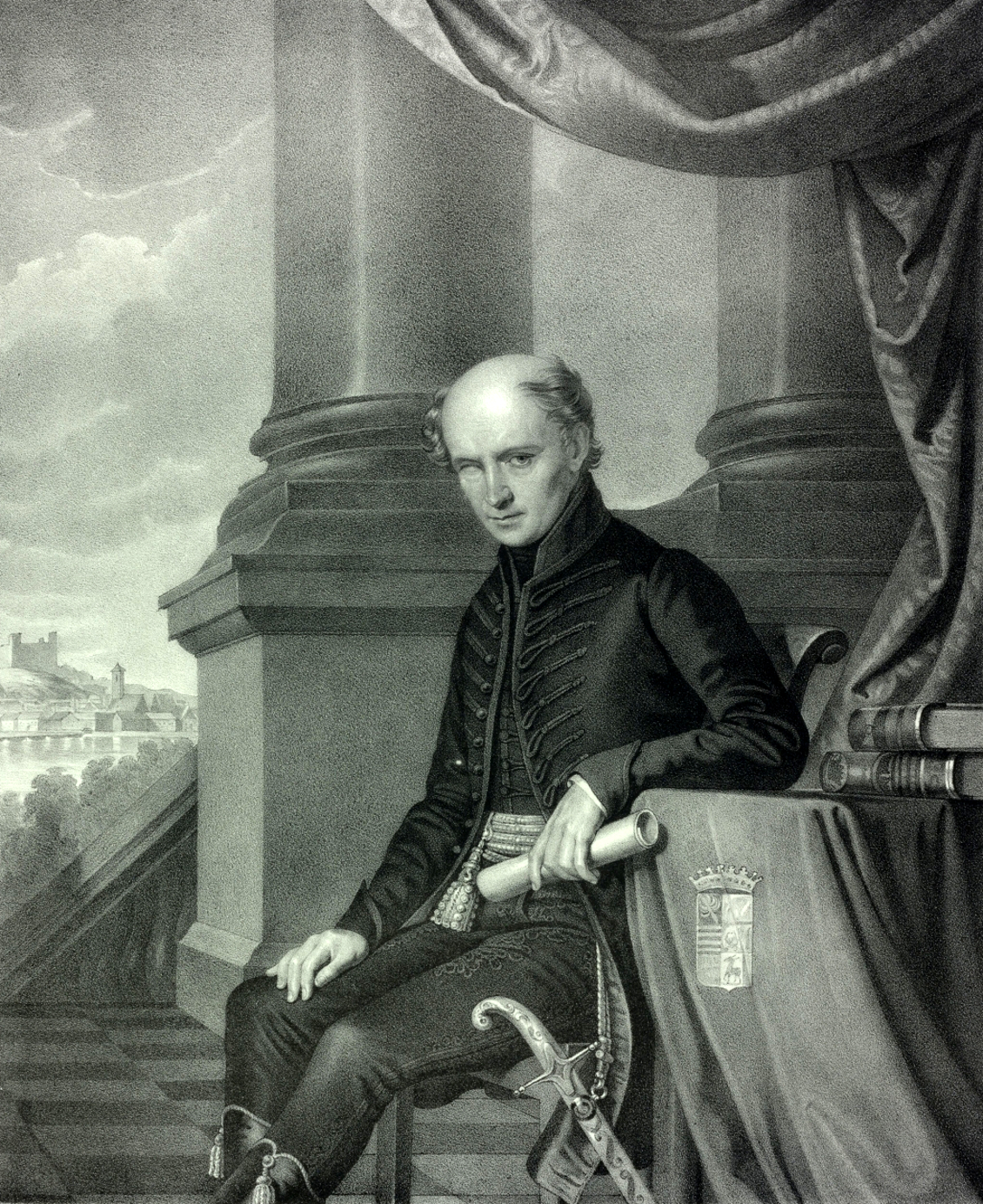
Ferenc Kölcsey na litografii
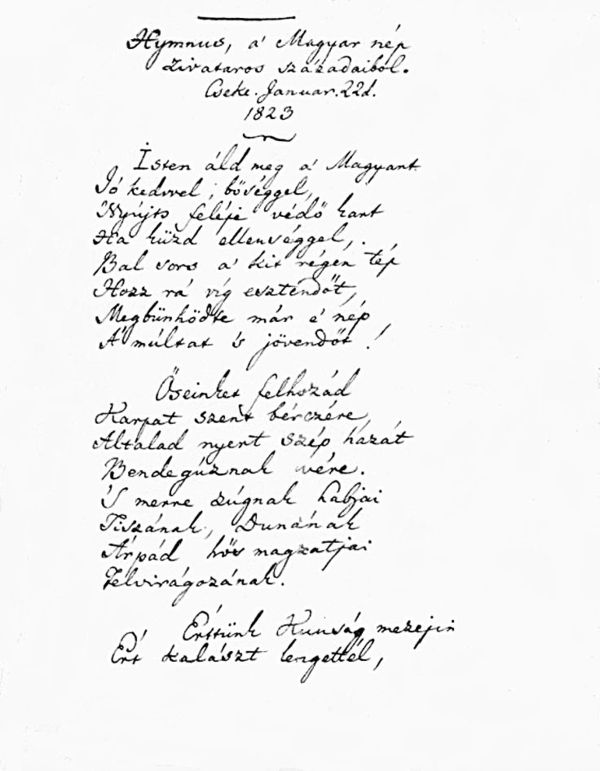
Maďarská hymna z roku 1823
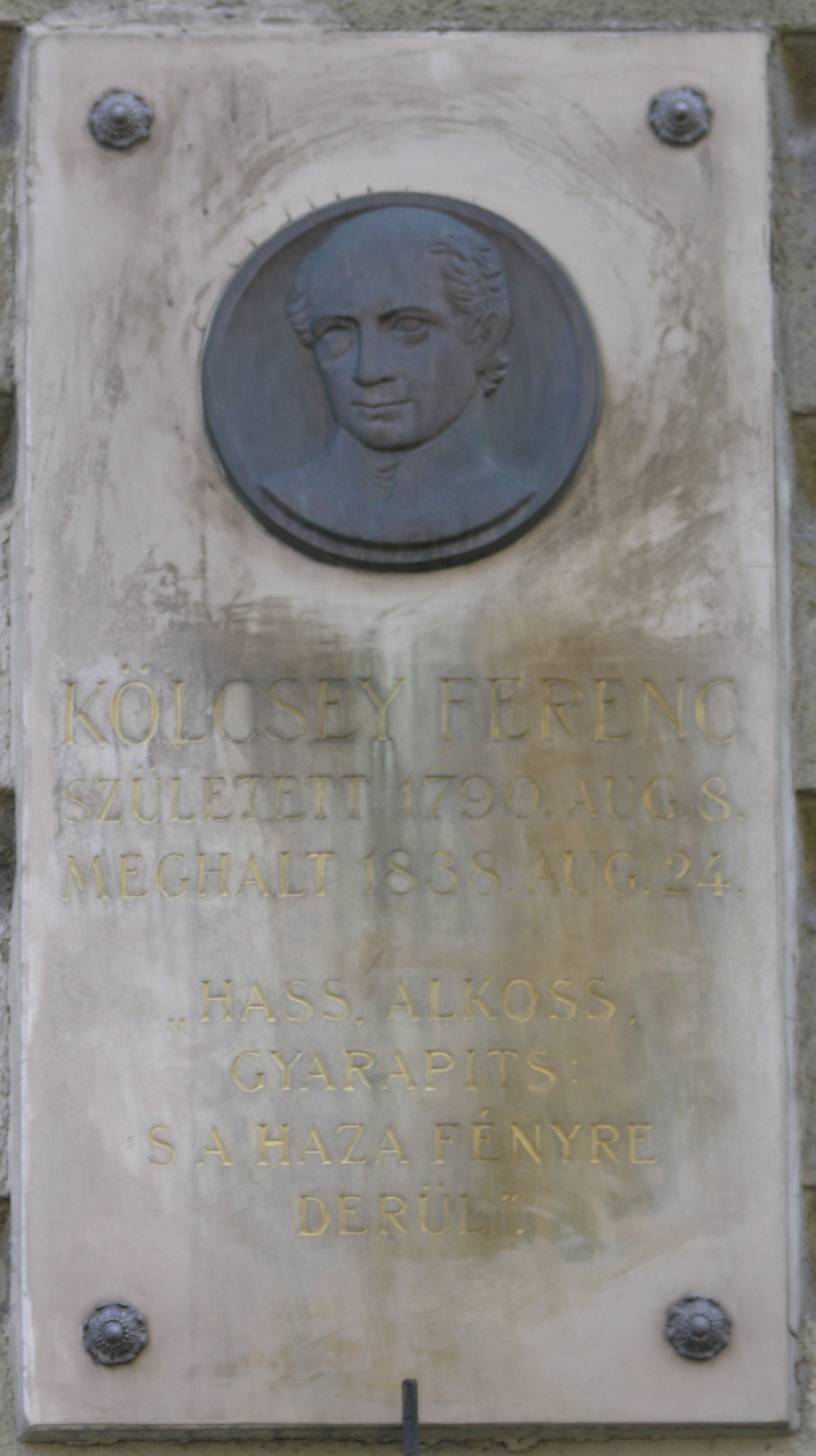
Pamětní deska v Budapešti
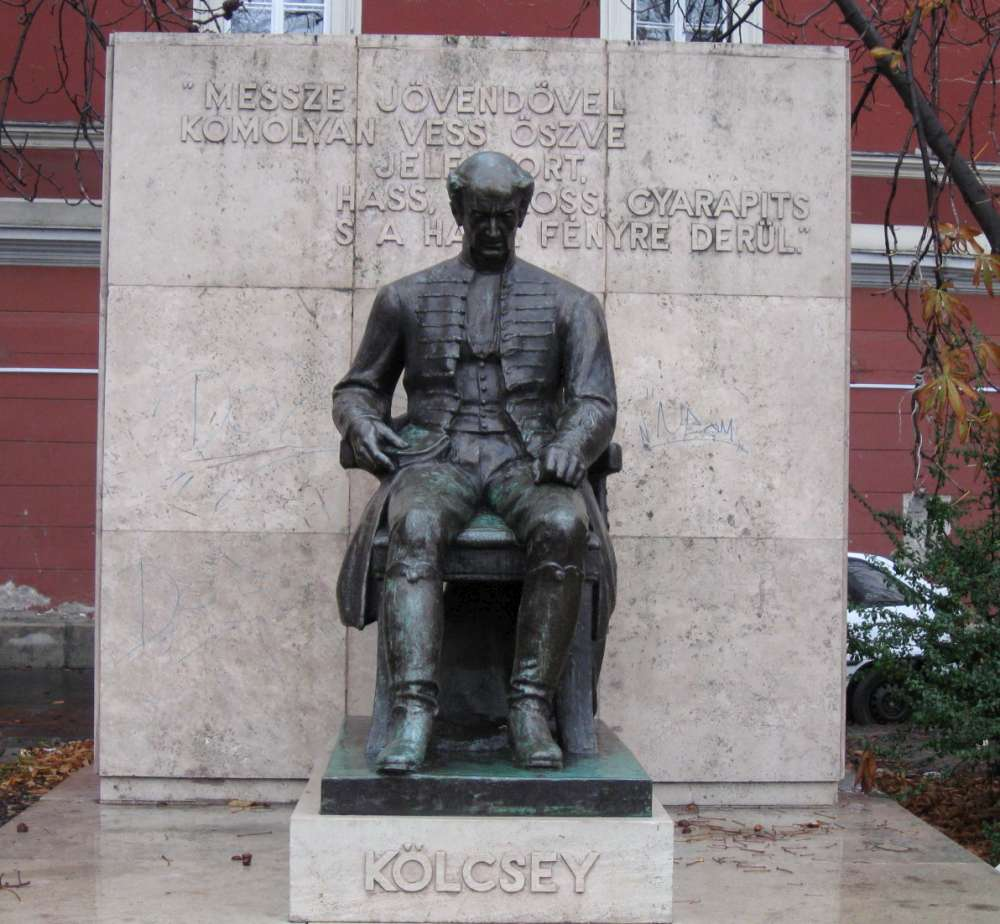
Socha Ference Kölcseye v Budapešti
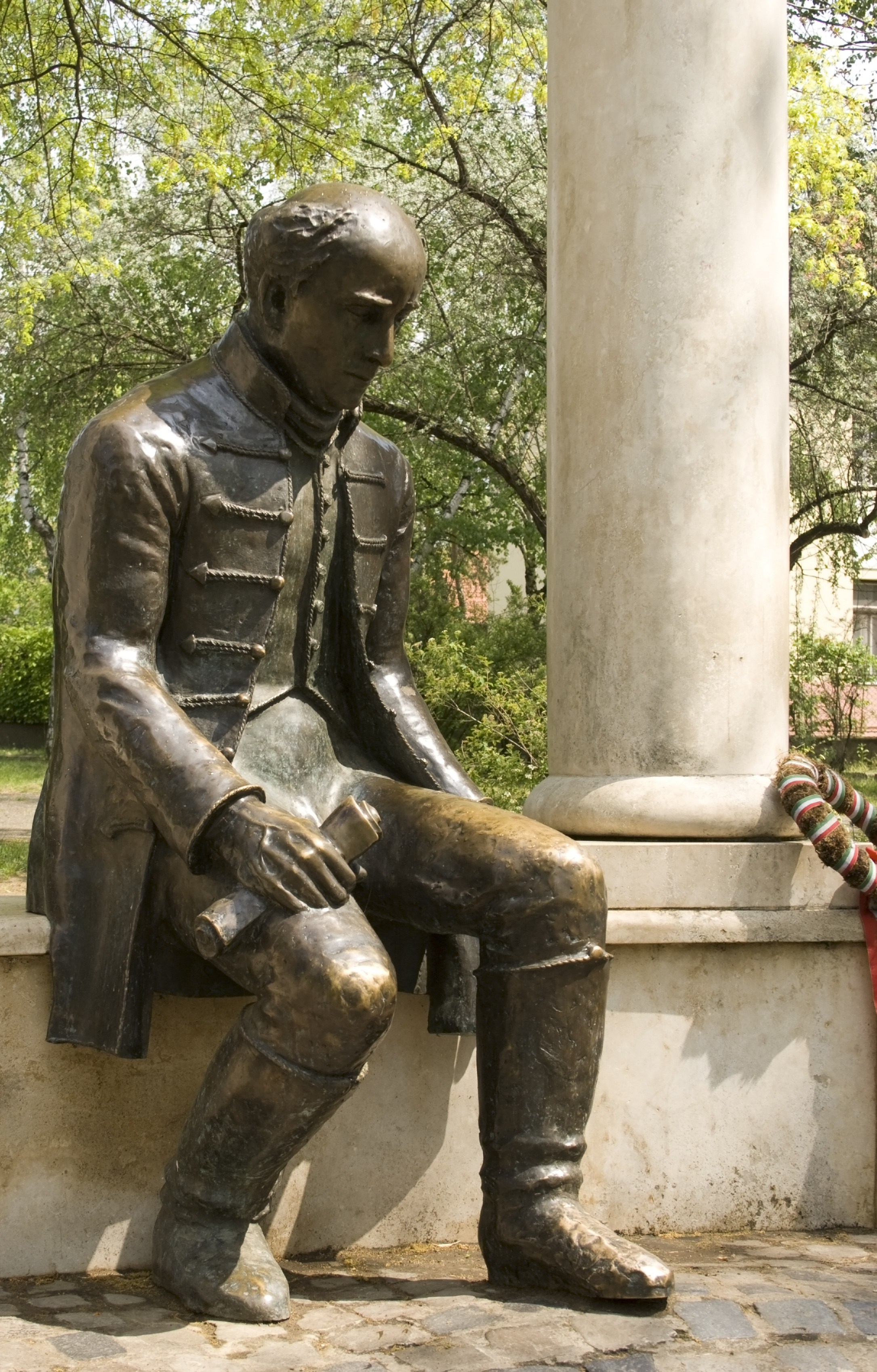
Socha Ference Kölcseye ve městě Mátészalka